# La valise ou le cercueil
Pour l’article homonyme, voir La Valise ou le Cercueil.
« La valise ou le cercueil » est un slogan trouvant, selon diverses sources, son origine dans le massacre de milliers d'Algériens le 8 mai 1945, lors de la célébration de la victoire des Alliés pendant la Seconde Guerre mondiale. Il apparaît pour la première fois en 1946.

## Historicité
Pendant la célébration du 8 mai 1945, un adolescent brandit un drapeau algérien, acte qui lui vaut d'être abattu par un militaire colonial français. Les manifestants en colère s'en prennent aux Français et font en quelques heures 28 morts et 48 blessés chez les Européens. La répression de la manifestation nationaliste algérienne est sanglante et fait plusieurs milliers de morts.
Ce massacre marque une rupture définitive : l'indépendance de l'Algérie devra se conquérir par les armes. Dès 1946, un tract nationaliste distribué à Constantine évoque déjà le choix imposé aux colons européens : « la valise ou [le] cercueil ». Pour Maurice Faivre, le slogan émane « du courant populiste des nationalistes les plus radicaux, dont l'un des représentants, Ben Tobbal, exigeait le rejet des Européens à l'exception des juifs ». Pour l'historien Jean Monneret, il est apparu en Kabylie : le Parti du peuple algérien (PPA) ne souhaitant pas que les musulmans prennent part aux élections, le slogan visait « les musulmans francophiles, les fonctionnaires [et] les candidats ».
L'historienne Annie Rey-Goldzeiguer signale que le slogan s'étale sur les murs, de Biskra à Djidjelli. En 1946, l'écrivain Paul Reboux titre son livre Notre (?) Afrique du Nord, Maroc, Algérie, Tunisie : la valise... ou le cercueil !,.
Quand éclate la guerre d'Algérie en 1954, le slogan revient en force.

## Victimisation des colons post-indépendance
Ce slogan, bien que marginalement utilisé par les révolutionnaires du FLN et certains Algériens, a été largement repris par d'anciens colons rapatriés d'Algérie, les Pieds-noirs, dans un contexte victimaire visant à présenter leur départ comme forcé et motivé par la crainte des violences du FLN ou des Algériens en général.
Le journaliste Pierre Daum soutient qu'en 1963, un an après l'indépendance, 20 % des colons européens, soit environ 200 000 personnes, vivaient encore en Algérie. Néanmoins, selon la thèse consacrée par Eric Kocher-Marboeuf à Jean-Marcel Jeanneney, premier ambassadeur de France à Alger, « une enquête de la gendarmerie estimait la population française restant en Algérie à 266 000 personnes au 13 septembre (1962), mais le 20 septembre une deuxième enquête, confirmée par les consuls, ramena ce nombre à 188 000, ordre de grandeur confirmé par les consulats ». Selon Pierre Daum, leur nombre passe à 100 000 en 1965, puis à 50 000 à la fin des années 1960. Ils ne seront plus que quelques milliers dans les années 1990.
Selon l'historien Maurice Faivre, ce slogan émanait des courants les plus radicaux, dont l'un des représentants, Ben Tobbal, exigeait le départ des colons français, à l'exception des juifs. Ces derniers, bien que leur statut, issu du décret Crémieux, fût similaire à celui des colons européens, étaient exclus de cette revendication car disposant d'une historicité en Algérie.